# Sully: Zázrak na řece Hudson
Sully: Zázrak na řece Hudson (v anglickém originále Sully) je americký  životopisný dramatický film z roku 2016. Režie se ujal Clint Eastwood a scénáře Todd Komarnicki. Snímek je inspirován biografickou knihou Highest Duty, kterou napsal kapitán Chesley Sullenberger a Jeffrey Zaslow (hlavně o letu US Airways 1549). Hlavní roli hraje Tom Hanks a vedlejší Aaron Eckhart, Laura Linneyová, Anna Gunn, Autumn Reeser, Holt McCallany, Jamey Sheridan a Jerry Ferrara.
Film měl premiéru na filmovém festivalu v Telluride v Coloradu. Do kin byl oficiálně uveden 9. září 2016. V České republice měl premiéru o den dříve. Film získal pozitivní kritiku a vydělal přes 238 milionů dolarů.

## Děj
15. ledna 2009 nastupují kapitán Chesley "Sully" Sullenberger a první důstojník Jeff Skiles do letadla Airbus A320 společnosti US Airways, které má vykonat let číslo 1549 z letiště LaGuardia v New Yorku na letiště Charlotte Douglas. Tři minuty po startu, ve výšce přibližně 850 metrů, se letadlo střetne s hejnem bernešek velkých, což způsobí vyřazení obou motorů z provozu.
Bez tahu motorů a s vědomím, že nejsou schopni doletět na žádné z okolních letišť (nejbližší je letiště Teterboro), se Sully rozhodne pro nouzové přistání na řece Hudson. Ačkoliv řídící letového provozu navrhuje návrat na LaGuardii nebo přistání na Teterboro, Sully vyhodnocuje čas jako příliš krátký vzhledem k nízké letové výšce stroje. Díky jeho profesionálnímu přístupu se podaří všech 155 osob na palubě evakuovat s pouze lehkými zraněními. K záchraně pasažérů, kteří se shromáždili na křídlech letadla, přispěly posádky trajektů pravidelně plujících po řece Hudson, pobřežní stráž a policie.
Zatímco veřejnost a média oslavují Sullyho jako hrdinu, musí se spolu se Skilesem zodpovídat před Národním úřadem pro bezpečnost v dopravě (NTSB). Úřad je přesvědčen, že přistání na některém z letišť bylo možné, což potvrzují i počítačové simulace výrobce Airbus. Vyšetřování má objasnit, zda Sullenberger zbytečně neohrozil pasažéry a nezpůsobil totální škodu na letadle. Předběžná data ze systému ACARS navíc naznačují, že levý motor stále běžel na volnoběh. Sullyho, který je ubytován v hotelu, pronásledují noční můry, ve kterých se letadlo zřítí do některé z budov New Yorku. Zatímco se snaží vyrovnat s pozorností médií a vystupuje v talk show Davida Lettermana, jeho žena se obává o rodinnou finanční situaci, jelikož během vyšetřování nemá žádný příjem a rodina má problémy s nepronajatou nemovitostí.
Na Sullyho naléhání jsou provedeny simulace s reálnými piloty, které jsou přenášeny během veřejného slyšení. Zpočátku simulace ukazují, že letadlo mohlo bezpečně přistát na obou letištích. Sully však argumentuje, že simulace jsou nerealistické – piloti věděli předem o situaci a navrhovaném nouzovém postupu, mohli si scénář několikrát vyzkoušet (uspěli až na 17. pokus), neměli na starosti pasažéry a sami nebyli v nebezpečí. Vyšetřovací komise přijímá jeho kritiku a simulace jsou zopakovány s 35sekundovou pauzou před změnou směru letu, která představuje čas potřebný na vyhodnocení situace a rozhodování. Tyto nové simulace končí pádem letadla – v případě LaGuardie před přistávací dráhou, v případě Teterboro nárazem do budov před letištěm.
Po vyslechnutí záznamu komunikace z černé skříňky a analýze levého motoru vytaženého z řeky, která potvrzuje Sullyho verzi o jeho vážném poškození nárazem ptáků, komise uzavírá případ s tím, že Sullenberger jednal správně a zvolil nejlepší z dostupných možností. Sully připisuje úspěch celé posádce, řídícím letového provozu, posádkám trajektů a záchranným týmům. Skiles žertem poznamenává, že kdyby mohl, příště by nouzově přistál v červenci.
V závěrečných titulcích je ukázáno setkání skutečné posádky s pasažéry letu 1549 v Muzeu letectví Carolina.

## Obsazení
| Tom Hanks              | Chesley "Sully" Sullenberger |
| Aaron Eckhart          | Jeffrey "Jeff" Skiles        |
| Laura Linneyová        | Lorraine Sullenberger        |
| Anna Gunn              | Dr. Elizabeth Davis          |
| Autumn Reeser          | Tess Soza                    |
| Ann Cusack             | Donna Dent                   |
| Holt McCallany         | Mike Cleary                  |
| Mike O'Malley          | Charles Porter               |
| Jamey Sheridan         | Ben Edwards                  |
| Jerry Ferrara          | Michael Delaney              |
| Molly Hagan            | Doreen Welsh                 |
| Max Adler              | Jimmy Stefanik               |
| Sam Huntington         | Jeff Kolodjay                |
| Wayne Bastrup          | Brian Kelly                  |
| Valerie Mahaffey       | Diane Higgins                |
| Jeff Kober             | L. T. Cook                   |
| Molly Bernard          | Alison                       |
| Chris Bauer            | Larry Rooney                 |
| Katie Couric           | samu sebe                    |
| Michael Rapaport       | Pete, barman                 |
| Jane Gabbert           | Sheila Dail                  |
| kapitán Vince Lombardi | sám sebe                     |
| Cooper Thornton        | Jim Whitaker                 |
| Noelle Fink            | Emma Cowan                   |

## Produkce
Práva na natočení filmu byla odkoupena v roce 2010. V červnu 2015 bylo oznámeno, že Tom Hanks si zahraje hlavní roli. Další obsazení bylo oznámeno v srpnu (Aaron Eckhart, Laura Linneyová, Holt McCallany a Jamey Sheridan), v září (Jerry Ferarra) a v říjnu (Max Adler, Sam Huntington a Wayne Bastrup). Natáčení začalo v září 2015 v New Yorku a v říjnu v Atlantě. Později se natáčelo i v Severní Karolíně, Los Angeles, na Hollomanově letecké základně a v Kearny v New Jersey.

## Přijetí
Film vydělal přes 125 milionů dolarů v Severní Americe a přes 109,8 milionů dolarů v ostatních oblastech, celkově tak vydělal 234,8 milionů dolarů po celém světě. Rozpočet filmu činil 60 milionů dolarů. Za první víkend docílil první nejvyšší návštěvnosti, kdy vydělal 35 milionů dolarů. Pro režiséra Eastwooda to byl druhá nejvyšší návštěvnost jeho snímku, prvním byl Americký sniper, který vydělal 89 milionů.

### Kritika
Film získal pozitivní recenze od kritiků. Na recenzní stránce Rotten Tomatoes získal z 247 započtených recenzí 85 procent s průměrným ratingem 7,2 bodů z deseti. Na serveru Metacritic snímek získal z 74 recenzí 74 bodů ze sta. Na Česko-Slovenské filmové databázi snímek získal 85%.

## Ocenění
| Ocenění                                       | Datum ceremoniálu | Kategorie                                | Nominovaný                                                                                         | Výsledek  |
| --------------------------------------------- | ----------------- | ---------------------------------------- | -------------------------------------------------------------------------------------------------- | --------- |
| AARP Annual Movies for Grownups Awards        | 6. únor 2017      | Nejlepší film                            | Sully: Zázrak na řece Hudson                                                                       | nominace  |
| AARP Annual Movies for Grownups Awards        | 6. únor 2017      | Nejlepší herec                           | Tom Hanks                                                                                          | nominace  |
| AARP Annual Movies for Grownups Awards        | 6. únor 2017      | Nejlepší režisér                         | Clint Eastwood                                                                                     | nominace  |
| American Film Institute                       | 8. prosinec 2016  | Nejlepších deset filmů roku              | Sully: Zázrak na řece Hudson                                                                       | vítězství |
| Alliance of Women Film Journalists            | 21. prosinec 2016 | Nejlepší herec                           | Tom Hanks                                                                                          | nominace  |
| Cinema Audio Society Awards                   | 18. únor 2017     | Nejlepší střih zvuku                     | James Ashwill, Bobby Fernandez, Jose Antonio Garcia, Thomas J. O’Connell, Tom Ozanich a John Reitz | nominace  |
| Critics' Choice Awards                        | 11. prosinec 2016 | Nejlepší film                            | Sully: Zázrak na řece Hudson                                                                       | nominace  |
| Critics' Choice Awards                        | 11. prosinec 2016 | Nejlepší herec                           | Tom Hanks                                                                                          | nominace  |
| Critics' Choice Awards                        | 11. prosinec 2016 | Nejlepší adaptovaný scénář               | Todd Komarnicki                                                                                    | nominace  |
| Critics' Choice Awards                        | 11. prosinec 2016 | Nejlepší střih                           | Blu Murray                                                                                         | nominace  |
| Dallas–Fort Worth Film Critics Association    | 13. prosinec 2016 | Nejlepší herec                           | Tom Hanks                                                                                          | 5. místo  |
| Denver Film Critics Society                   | 16. leden 2017    | Nejlepší herec                           | Tom Hanks                                                                                          | nominace  |
| Hollywood Film Awards                         | 6. listopadu 2016 | Nejlepší herec                           | Tom Hanks                                                                                          | vítězství |
| Make-Up Artists and Hair Stylists Guild       | 19. únor 2017     | Nejlepší vlasový styling                 | Patricia Dehaney a Jose Zamora                                                                     | nominace  |
| National Board of Review                      | 4. leden 2017     | Nejlepší deset filmů                     | Sully: Zázrak na řece Hudson                                                                       | vítězství |
| Oscar                                         | 26. únor 2017     | Nejlepší střih zvuku                     | Alan Robert Murray a Bub Asman                                                                     | nominace  |
| Palm Springs International Film Festival      | 2. leden 2017     | Icon Award                               | Tom Hanks                                                                                          | vítězství |
| People's Choice Awards                        | 18. leden 2017    | Nejoblíbenější dramatický film           | Sully: Zázrak na řece Hudson                                                                       | nominace  |
| People's Choice Awards                        | 18. leden 2017    | Nejoblíbenější herec v dramatickém filmu | Tom Hanks                                                                                          | vítězství |
| San Diego Film Critics Society                | 12. prosinec 2016 | Nejlepší střih                           | Blu Murray                                                                                         | vítězství |
| San Francisco Film Critics Circle             | 11. prosinec 2016 | Nejlepší herec                           | Tom Hanks                                                                                          | nominace  |
| Satellite Awards                              | 19. únor 2017     | Nejlepší herec                           | Tom Hanks                                                                                          | nominace  |
| Satellite Awards                              | 19. únor 2017     | Nejlepší adaptovaný scénář               | Todd Komarnicki                                                                                    | nominace  |
| Satellite Awards                              | 19. únor 2017     | Nejlepší vizuální efekty                 | Sully: Zázrak na řece Hudson                                                                       | nominace  |
| St. Louis Gateway Film Critics Association    | 18. prosinec 2016 | Nejlepší herec                           | Tom Hanks                                                                                          | nominace  |
| Visual Effects Society Awards                 | 7. únor 2017      | Nejlepší vizuální efekty ve filmu        | Mark Curtis, Tyler Kehl, Bryan Litson, Michael Owens a Steven Riley                                | nominace  |
| Washington D.C. Area Film Critics Association | 5. prosinec 2016  | Nejlepší střih                           | Blu Murray                                                                                         | nominace  |